# ベネラ10号
ベネラ10号（Venera 10、ロシア語: Венера-10）は、ソビエト連邦の無人金星探査機である。オービターとランダーで構成され、1975年6月14日3時00分31秒（UTC）に打上げられた。

## オービター
オービターは1975年10月23日に金星の大気圏へ入った。ミッションは、ランダーからの通信中継と雲の層及び大気探索であった。
オービターは、次のような機器を搭載していた。
- 1.6 - 2.8 μm赤外線分光計
- 8 - 28 μm赤外線分光計
- 352 nm紫外線光度計
- 2偏光計（335 - 800 nm）
- 300 - 800 nm分光計
- ライマンα線 H / D分光計
- バイスタティックレーダーマッピング
- CM・DM電波掩蔽
- 3軸磁気センサ
- 345 - 380 nm紫外線カメラ
- 355 - 445 nmカメラ
- 6静電分析器
- 2変調イオントラップ
- 低エネルギー陽子 / アルファ線検出器
- 低エネルギー電子検出器
- 3半導体検出器
- 2ガス放電検出器
- チェレンコフ光検出器

オービターは、2つの太陽電池の翼と高利得パラボラアンテナを付けた円筒形をしている。ベル型のユニットは推進システムを収蔵し、円筒形の底に接続し、頂部にはランダーを収蔵する直径2.4 mの球体が接続していた。

## ランダー

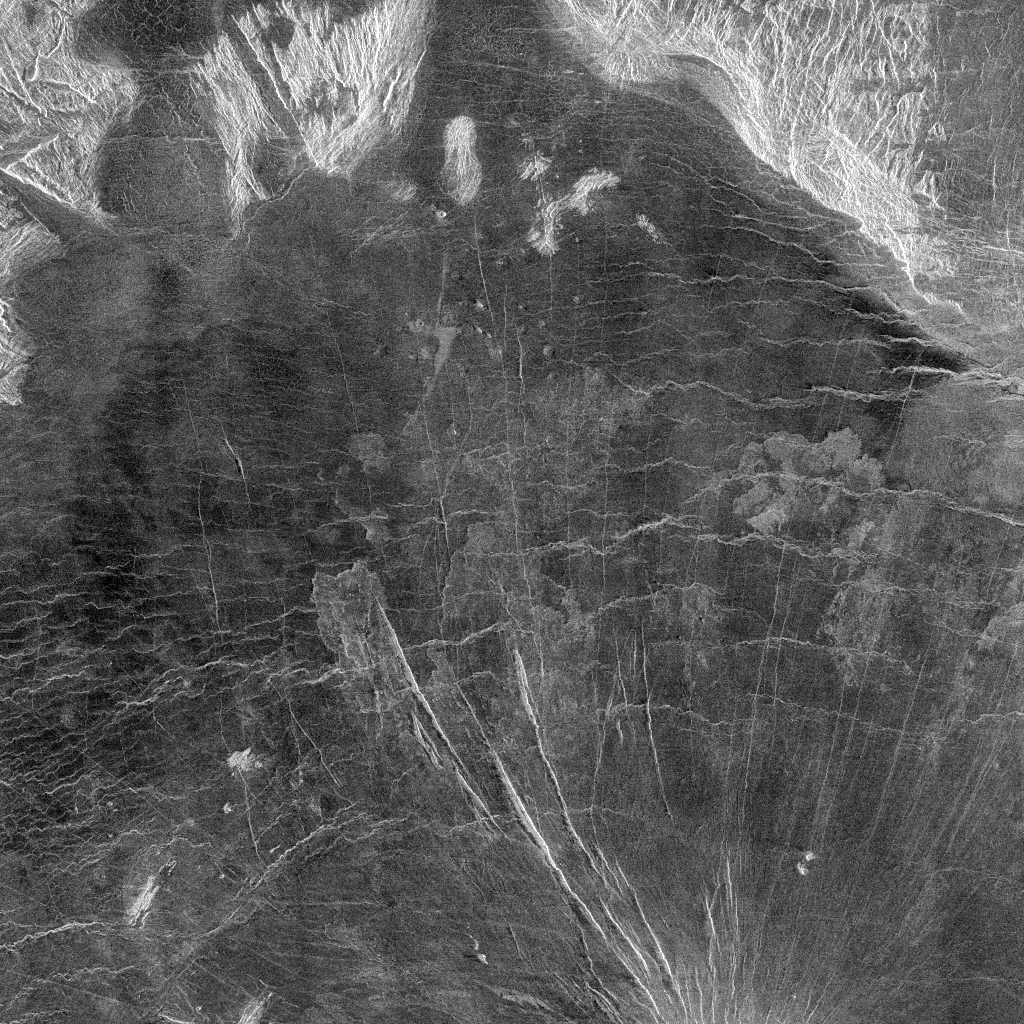
ベネラ10号着陸位置

1975年10月23日、ランダーはオービターより分離され、10月25日5時17分（UTC）に着陸した。
熱負荷を分散させるためには、液体の循環が用いられた。このシステムと再突入前の事前冷却により、ランダーは、オービターとの通信が回復した着陸65分後からの運用が可能となった。降下中、熱散失と減速は、半球状の殻と3つのパラシュート、円盤型ブレーキ、ドーナツ型圧縮金属着陸クッションで連続的に行われた。
着陸地点は、3日前に着陸したベネラ9号のランダーの着陸地点から約2,200 km離れており、北緯15.42°東経291.51°の地点から半径150 kmの範囲であった。ベネラ10号は、地上の風速が3.5 m/sであることを観測した。その他の測定には、様々な高さでの気圧・気温・表面光度等があった。ベネラ10号は、金星表面から白黒テレビ画像を地球に送信した2機目の探査機となった。ベネラ10号の写真は、パンケーキ型の溶岩がある様子を示した。計画された360°のパノラマ画像は、ベネラ9号同様2つのカメラのレンズカバーの1つが外れなかったために撮影出来ず、180°の写真となった。
ランダーは、次のような機器を搭載していた。
- 気温気圧センサー
- 加速度計
- 可視光 / 赤外線光度計：IOV-75
- 後方散乱マルチアングル比濁計：MNV-75
- P-11質量分析器：MAV75
- パノラマ視程計
- 風速計：ISV-75
- ガンマ線分光計：GS-12V
- ガンマ線密度計：RP-75
- 電波ドップラー測定器